# Centris terminata
Centris terminata är en biart som beskrevs av Smith 1874. Centris terminata ingår i släktet Centris och familjen långtungebin. Inga underarter finns listade.